# Hệ động vật Việt Nam

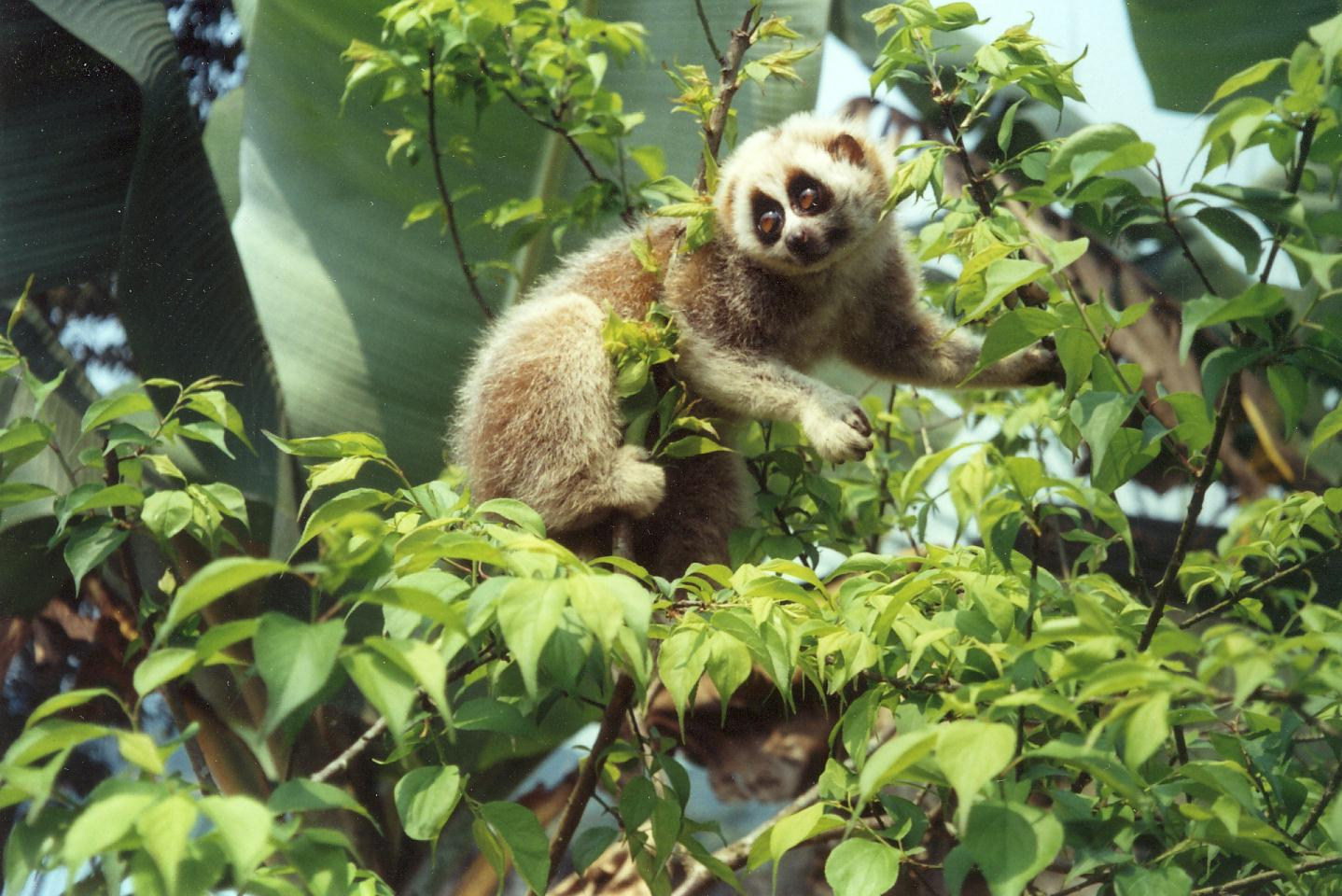
Một con Cu li lớn tại Vườn quốc gia Bến En

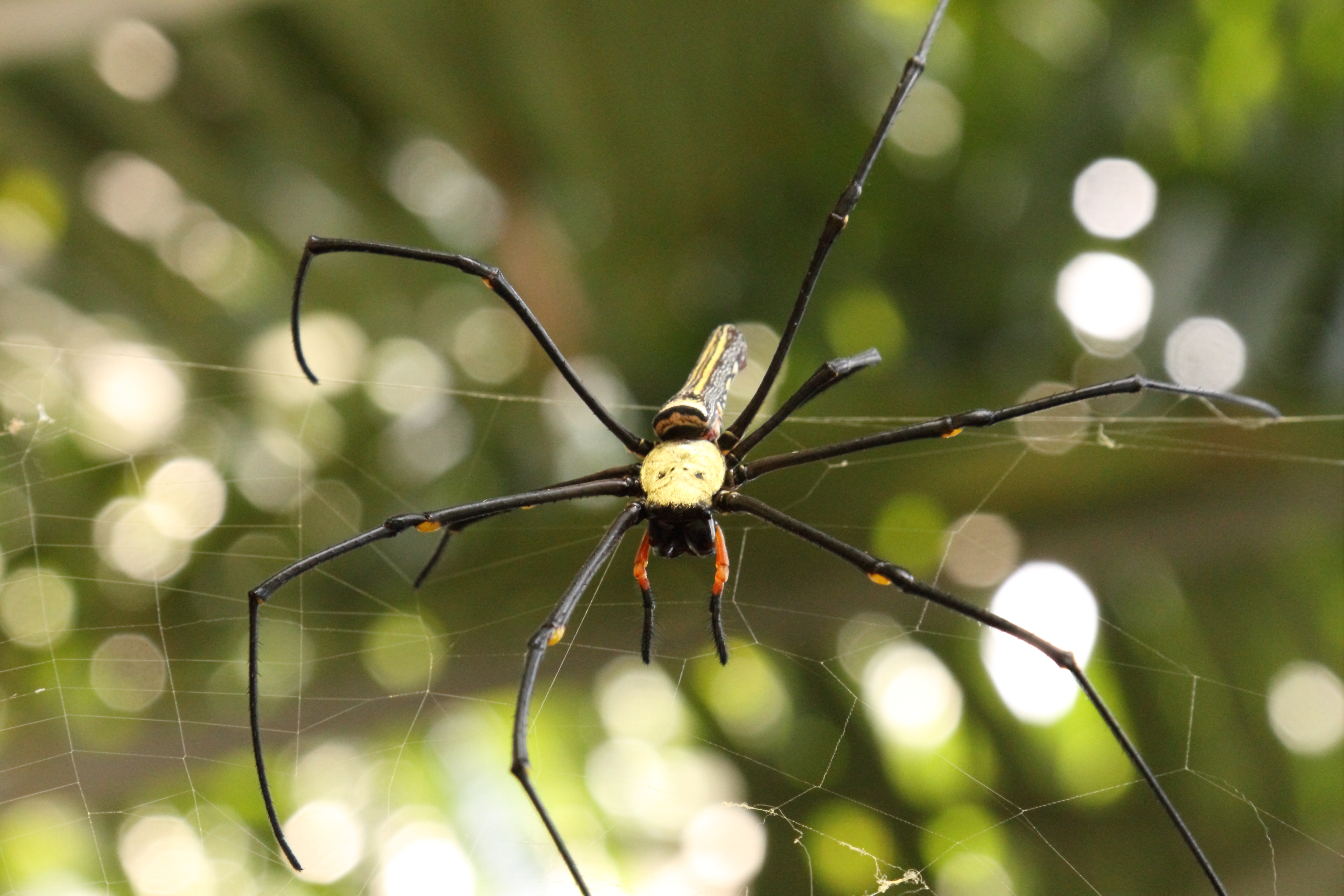
Một con nhện ở đồng bằng sông Cửu Long

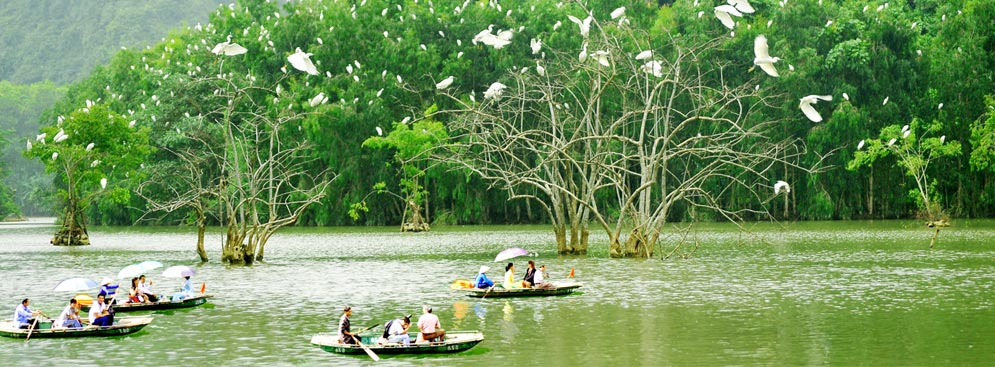
Vườn Chim Thung Nham

Hệ động vật ở Việt Nam là tổng thể các quần thể động vật bản địa sinh sống trong lãnh thổ Việt Nam hợp thành hệ động vật của nước này. Việt Nam là nước nhiệt đới thuộc vùng Đông Nam Á có sự đa dạng sinh học cao. Sự đa dạng của động vật ở Việt Nam phản ánh sự phong phú của hệ thực vật nơi đây. Do sự khác biệt lớn về khí hậu từ vùng gần xích đạo tới giáp vùng cận nhiệt đới và sự đa dạng về địa hình đã tạo nên sự đa dạng về thiên nhiên. Một dải rộng các thảm thực vật bao gồm nhiều kiểu rừng phong phú đã được hình thành ở các độ cao khác nhau. Nhiều loại môi trường sống khác nhau tạo ra nhiều cơ hội cho các sinh vật phát triển vì nó cho phép chúng phân tách khỏi những loài khác bằng cách thay đổi nơi ở và thức ăn.
Từ đó, hệ động vật Việt Nam hết sức phong phú và đa dạng cả về chủng loài lẫn sinh khối và số lượng. Hệ động vật Việt Nam không những giàu về thành phần loài mà còn có nhiều nét độc đáo, đại diện cho vùng Đông Nam Á và có nhiều loài đặc hữu. Mặc dù vậy, sự gia tăng dân số và nạn săn bắn động vật trái phép dẫn đến nguy cơ cao trong việc mất đi tính đa dạng sinh học và đẩy nhiều loài động vật ở đây vào nguy cơ tuyệt chủng, động vật hoang dã ở Việt Nam có nguy cơ tuyệt chủng ngày càng nhiều, hiện đã lên gần 1.000 loài do người dân săn bắt, buôn bán trái phép để làm thực phẩm, bào chế thuốc và làm thú cảnh.
Trong cuộc chiến tranh Việt Nam, Mỹ đã phát động cuộc chiến tranh khốc liệt với bom đạn và chất độc hóa học với quy mô lớn và tàn khốc. Quân đội Mỹ đã ném một lượng bom khổng lồ và rải khoảng hơn 80 triệu lít chất diệt cỏ và phát quang xuống một diện tích khoảng 24,67% tổng diện tích lãnh thổ Nam Việt Nam, trong đó phần lớn là chất độc da cam, là chất có chứa tạp chất độc dioxin. Với số lượng rất lớn bom đạn và chất độc hóa học đã rải, lặp đi lặp lại nhiều lần trong quãng thời gian dài không những đã làm chết cây cối, động vật mà còn gây ô nhiễm môi trường trong một thời gian dài và làm đảo lộn các hệ sinh thái tự nhiên. Nhiều động vật bị chết do bom đạn, một số phải lẩn trốn và rời lãnh thổ Việt Nam. Điều này đã gây ảnh hưởng không nhỏ đến hệ sinh thái nơi đây.
Trong văn hóa và lịch sử, các loài vật ở Việt Nam cũng được ghi chép qua những thư tịch cổ, những truyền thuyết, thần thoại, câu chuyện dân gian, rồi đến cả những ghi chép của người Tây phương. Đặc sắc chính là các loài vật tiêu biểu của nước Nam đã được khắc trang nghiêm trên Cửu Đỉnh nhà Nguyễn. Hệ động vật Việt Nam được phản ánh qua truyền thông với nhiều chương trình phim tài liệu của Việt Nam và nước ngoài, ở trong nước có nhiều loạt phim về đất nước-con người, phản ánh non nước ở Việt Nam, đã có nhiều chương trình truyền hình trong nước về thế giới động vật giới thiệu về các loài động vật ở Việt Nam. Kênh truyền hình Animal Planet đã công chiếu chuyên đề về hệ động vật ở Việt Nam với các loạt phim như: Loạt phim Đông Dương hoang dã (Wildest Indochina): Vietnam: Phoenix from the Ashes (Việt Nam: Con phượng hoàng hồi sinh từ đống tro tàn) và Loạt phim Mê Kông: Linh hồn của một dòng sông (Mekong-Soul Of The River: Vietnam), hay 01 tập trong sê-ri: Finding Bigfoot, loạt phim về truy tìm các sinh vật đã tuyệt chủng.

## Số lượng

### Thống kê
Cho đến nay, có nhiều số liệu thống kê khác nhau về số lượng các loài động vật ở Việt Nam từ nhiều nguồn khác nhau, một phần nguyên nhân do thời điểm thống kê có khác nhau và ngày càng có nhiều động vật được phát hiện thêm nữa góp phần gia tăng số loài được thống kê, nhìn chung các số liệu thống kê không quá khác biệt hoặc trái ngược và cùng phản ảnh tính đa dạng phong phú của hệ động vật Việt Nam.
- Quỹ Quốc tế Bảo vệ Thiên nhiên (WWF) ghi nhận với tổng cộng 11.217 loài trong khí hậu nóng ẩm. Ngoài ra cũng còn có 2.470 loài cá, hơn 23.000 loài san hô và nhiều loài động vật không xương sống được ghi nhận trong hệ sinh thái động vật hoang dã của Việt Nam[3].
- Theo báo cáo về quan trắc môi trường nước của Ngân hàng Thế giới, Việt Nam là nơi cư trú của hơn 275 loài thú, 800 loài chim, 180 loài bò sát, 2.470 loài cá, 5.500 loài côn trùng[4].
- Theo Tổ chức Thương mại Thế giới, Việt Nam có 310 loài động vật có vú, 296 loài bò sát, 162 loài lưỡng cư, 700 loài cá nước ngọt và 2.000 loài cá biển[5] Có khoảng 889 loài chim và 310 loài nhuyễn thể trên cạn[6]
- Thống kê của cơ quan tài nguyên và môi trường Việt Nam ghi nhận được 275 loài thú, 828 loài chim, 180 loài bò sát, 80 loài ếch nhái, 472 loài cá nước ngọt, khoảng 2.000 loài cá biển và có hàng chục ngàn loài động vật không xương sống ở cạn, ở biển và nước ngọt.
- Một thống kê khác, Việt Nam có hơn 300 loài thú và 800 loài chim[2], 145 loài ve giáp, 113 loài bọ nhảy, 7.750 loài côn trùng, 260 loài bò sát, 120 loài ếch nhái, 840 loài chim. Năm 2011, một thống kê về tất cả loài chim được ghi nhận ở Việt Nam là 889 loài, trong đó bao gồm 18 loài đặc hữu, 44 loài bị đe dọa trên toàn cầu và 6 loài được du nhập vào Việt Nam.
- Theo báo cáo quốc gia về đa dạng sinh học năm 2011, Việt Nam có 10.500 loài động vật trên cạn, 2.000 loài động vật không xương sống và cá nước ngọt, trên 11.000 loài sinh vật biển[7].

### Theongành
Nhuyễn thể có trên 2.500 loài, quan trọng nhất là mực, sò, điệp, nghêu với khả năng khai thác mực 60.000-70.000 tấn/năm, nghêu 100.000 tấn/năm, trong khoảng 2.500 loài động vật thân mềm, trong đó có ý nghĩa kinh tế cao nhất là mực và bạch tuộc (cho phép khai thác 60 - 70 nghìn tấn/năm), còn rất nhiều loài đặc sản quí như bào ngư, đồi mồi, và có thể khai thác vây cá, bóng cá, ngọc trai. Ở vùng nước nội địa có 700 loài động vật không xương sống trong đó 55 loài giáp xác, 125 loài hai mãnh vỏ và chân bụng. Với 1600 loài giáp xác, 2.500 loài sò trai. Vùng biển Việt Nam có nhiều với 300 loài cua biển, 40 loài tôm he, gần 3 trăm loài trai, ốc, hến, 100 loài tôm. Trong đó nhiều loại đặc sản có giá trị xuất khẩu cao.
Cho đến nay đă thống kê và xác định được 794 loài động vật không xương sống trên cạn. Các môi trường sống của động vật nhuyễn thể là trong các vùng đất liền của thành đá vôi nơi 310 loài động vật thân mềm được báo cáo trong đó chỉ có 50% được xác nhận qua kiểm tra thực địa. Nhiều loài loài mới đang tiếp tục được phát hiện. Một trong những loài ốc đã được xác định trong những năm 2000. Các loài động vật thân mềm mới được báo cáo trong các động vật hoang dã của Việt Nam là: Leptacme cuongi, Oospira duci, Oospira smithi, Oospira (Atractophaedusa) pyknosoma, Clausiliidae, Phaedusinae, Megalophaedusini và Leptacme
- Trong thành phần loài giáp xác nhỏ, có 54 loài và 8 giống lần đầu tiên được mô tả ở Việt Nam.
- Riêng hai nhóm tôm, cua thuộc nhóm giáp xác lớn có 59 loài thì có tới 7 chi và 33 loài (55,9% tổng số loài) lần đầu tiên được mô tả.
- Trong tổng số 147 loài trai ốc, có 43 loài (29,2% tổng số loài), 3 chi lần đầu tiên được mô tả, tất cả đều là những loài đặc hữu của Việt Nam hay vùng Đông Dương.

Động vật không xương sống cho đến nay là nhóm động vật lớn nhất cả về số lượng loài lẫn sinh khối. Một số nhóm có các đặc điểm như khả năng di chuyển thấp như ốc và các động vật thân mềm khác khiến chúng dễ hình thành các loài đặc hữu. Các núi và hang đá vôi, có lẽ có nhiều loài đặc hữu, có chứa các quần xã của các loài chưa được khám phá. Tình trạng bảo tồn của các loài động vật không xương sống ở Việt Nam còn ít được biết đến. Riêng ở Phong Nha-Kẻ Bàng (Quảng Bình) đã có 58 loài động vật không xương sống thuộc 7 lớp, 22 bộ ở 21 hang động. Trong 58 loài này, có nhiều loài mới lần đầu được công bố
Đối với các loài thủy sinh, thành phần loài cá các thủy vực nước ngọt nội địa Việt Nam bao gồm trên 700 loài và phân loài, thuộc 228 chi, 57 họ và 18 bộ. Riêng họ cá chép có 276 loài và phân loài thuộc 100 chi và 4 họ, 1 phân họ được coi là đặc hữu ở Việt Nam. Phần lớn các loài đặc hữu đều có phân bố ở các thủy vực sông, suối, vùng núi. Tổng số loài sinh vật biển đã biết ở Việt Nam có khoảng 11.000 loài, trong đó cá có 2.458 loài (khoảng 130 loài có giá trị kinh tế), động vật phù du có 657 loài, tôm biển có 225 loài. Danh sách khu hệ cá biển của Việt Nam đến tháng 1 năm 2005 là 2.458 loài, tăng 420 loài so với danh sách được lập năm 1985 (có 2.038 loài) và đã phát hiện thêm 7 loài thú biển mới. Người dân miền biển thường lý giải tên gọi của một vài loại cá theo cảm quan về hình dáng và màu sắc, chẳng hạn như cá chìa vôi có cái miệng dài như cái chìa vôi ăn trầu, cá bã trầu có màu sắc hồng hồng của bã trầu, cá rựa có hình cái rựa đốn củi Vị trí, địa lý và khí hậu đặc biệt đã tạo cho vùng biển Đông sự đa dạng sinh học cao so với các nước trên thế giới, cả về cấu trúc thành phần loài, hệ sinh thái và nguồn gen. Trong đó không ít loài thủy quái có độ hung dữ và kích thước khổng lồ của chúng
Động vật đáy ở Việt Nam cũng phong phú và đa dạng với các loài động vật thân mềm (Mollusca), mười chân (Decapoda), giun nhiều tơ (Polychaeta), giun ít tơ (Oligochaeta), chân đều (Isopoda), chúng phân bố ở sinh cảnh bãi triều cửa sông, bãi triều lầy có rừng ngập mặn, cồn cát ven biển, rừng ngập mặn, bãi triều lầy không có rừng ngập mặn, vùng cao triều (vùng trên triều), trung triều (vùng triều giữa) và hạ triều (vùng triều thấp), vùng có nền đáy cát, cồn cát vùng cửa sông ven biển, vùng có nền đáy bùn cát, vùng cửa sông, vùng nền đáy cát bùn, nền đáy bùn nhão, nền bùn hữu cơ trong rừng ngập mặn, một số nhóm loài không trực tiếp sống ở nền đáy mà sống bám vào giá thể là cây ngập mặn.
Chỉ tính riêng một cuộc khảo sát tại ở Vườn Quốc gia Xuân Thủy được 350 loài động vật đáy thuộc 6 ngành (Annelida, Arthropoda, Brachiopoda, Cnidaria, Mollusca, Sipuncula) với 11 lớp, 38 bộ, 106 họ, 206 chi. Trong đó có loài sam ba gai đuôi (Tachypleus tridentatus) trong diện nguy cấp. Ngành Chân khớp (Arthropoda) có số lượng phong phú nhất với 153 loài, 84 chi, 38 họ, tiếp đến là ngành Thân mềm (Mollusca) với 147 loài, 81 chi, 42 họ, ngành Giun đốt (Annelida) với đại diện là lớp Giun nhiều tơ - Polychaeta (47 loài, 38 chi, 23 họ), 3 ngành còn lại là ngành Tay cuốn (Brachiopoda), ngành Cnidaria và ngành Sá sùng (Sipuncula) chỉ có một loài duy nhất.
Bên cạnh đó, tại Việt Nam, có 39 loài sinh vật có chứa chất độc có khả năng gây chết người tại vùng biển Việt Nam, trong đó có 22 loài cá, một loài mực tuộc, hai loài ốc, ba loài cua, một loài sam và 10 loài rắn biển. Ngoài ra còn có hai loài cá nóc nước ngọt mới được phát hiện ở một số tỉnh vùng đồng bằng sông Cửu Long, tổng cộng là 41 loài sinh vật độc. Đa số những loài sinh vật độc hại nói trên đều có ở vùng biển Việt Nam, từ vịnh Bắc Bộ đến vịnh Thái Lan, như các loài cá nóc, cá bống vân mây, loài so và rắn biển, nhưng cũng có một số loài như ốc biển, cua, mực đốm xanh chỉ mới gặp ở vùng biển miền Trung và Đông Nam Bộ. Phần lớn những loài này sống cả ở ngoài khơi và vùng ven bờ, các vùng vịnh, đầm phá, các cửa sông lớn… Riêng hai loài cá nóc nước ngọt được xác định là cá nóc chấm xanh (Chelonodon nigroviridis) và cá nóc mắt đỏ (Carinotetraodon lorteti) mới chỉ phát hiện được ở đồng bằng sông Cửu Long.
Có gần 500 loài lưỡng cư và bò sát đã được ghi nhận ở Việt Nam. Chúng phân bố rộng khắp trên Việt Nam, sống trên núi, vùng đồng bằng, hải đảo, và trong các môi trường nước ngọt và nước biển. Tuy nhiên, các môi trường sống có nhiều loài nhất của Việt Nam là các khu rừng thường xanh lá rộng trên núi và ở vùng đồng bằng. Sự phức tạp về cấu trúc của chúng cung cấp nhiều nơi cư trú sinh thái trong tán lá nhiều tầng, tầng cây bụi và trên cũng như dưới mặt đất trong các khu rừng. Một phần lớn khu hệ lưỡng cư và bò sát của Việt Nam là đặc hữu mặc dù chúng không tập trung đồng đều trong các nhóm phân loại, thay đổi từ 6% ở rùa và 9% ở rắn đến 30% ở thằn lằn và 37% ở lưỡng cư.
Có 58 loài mới đã được mô tả gồm 33 loài ếch và 25 loài bò sát (4 loài rắn, 8 loài thằn lằn, và 3 loài rùa). Đã khám phá ra sự phong phú tiềm ẩn trong các nhóm loài của ếch xanh (Rana livida), rùa hộp trán vàng (Cuora galbinifrons) và rùa dứa (Cyclemys dentata). Trong năm 2013, có 5 loài ếch nhái và 10 loài bò sát mới được công bố. Loài mới được phát hiện ngay trong vườn nhà ở vùng đồng bằng hay trong các khu rừng nhiệt đới ở vùng núi cao. Số loài bò sát và ếch nhái mới được phát hiện ở Việt Nam trong 5 năm gần đây có thể xếp ở vị trí cao trong các nước ở vùng Đông Nam Á. Các loài trước kia chưa chưa từng được tìm thấy tại Việt Nam, như thằn lằn cá sấu (Shinisaurus crocodilurus). Một số loài có thể sử dụng những loại môi trường do con người biến đổi và có phân bố rộng như loài nhái bầu (Microhyla) sinh sản trong các vùng nước tù của ruộng lúa. Thạch sùng đuôi sần (Hemidactylus frenatus) sử dụng các bức tường được chiếu sáng để bắt côn trùng. Rắn giun thường (Ramphotyphlops braminus) sống ở vườn trái cây và các vùng ẩm ướt khác.

### Đặc trưng

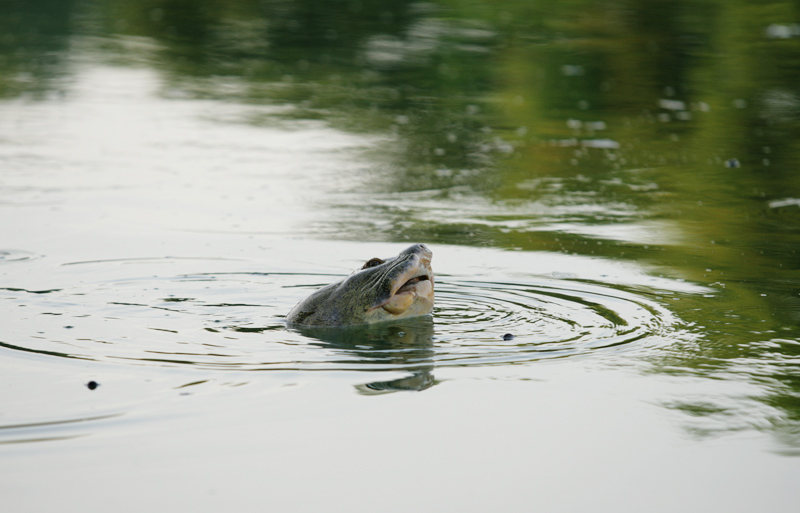
Rùa Hồ Gươm, một trong những biểu tượng của đất Việt với hình tượng Rùa vàng (thần Kim Quy)

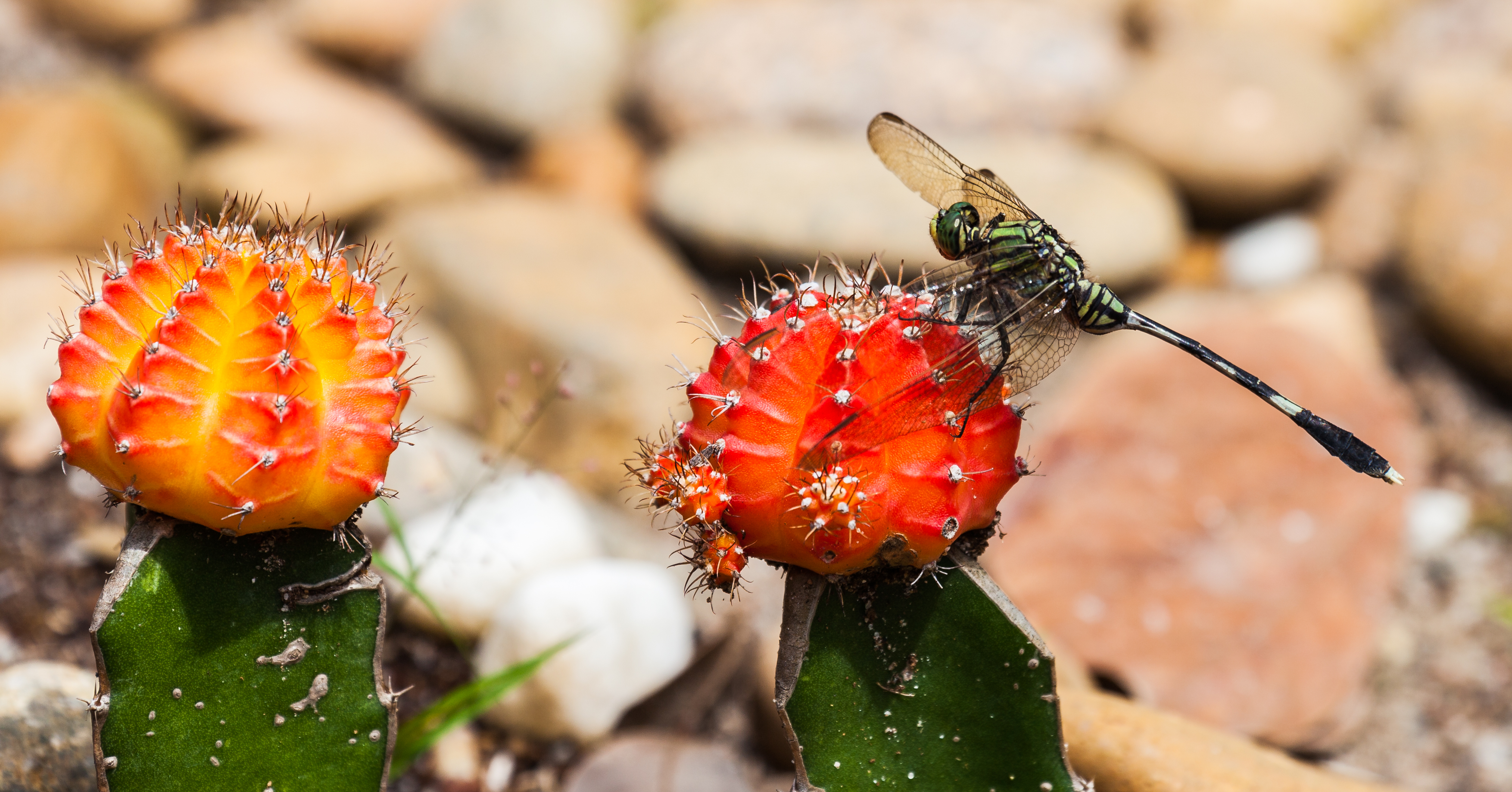
Một con chuồn chuồn ở Thành phố Hồ Chí Minh

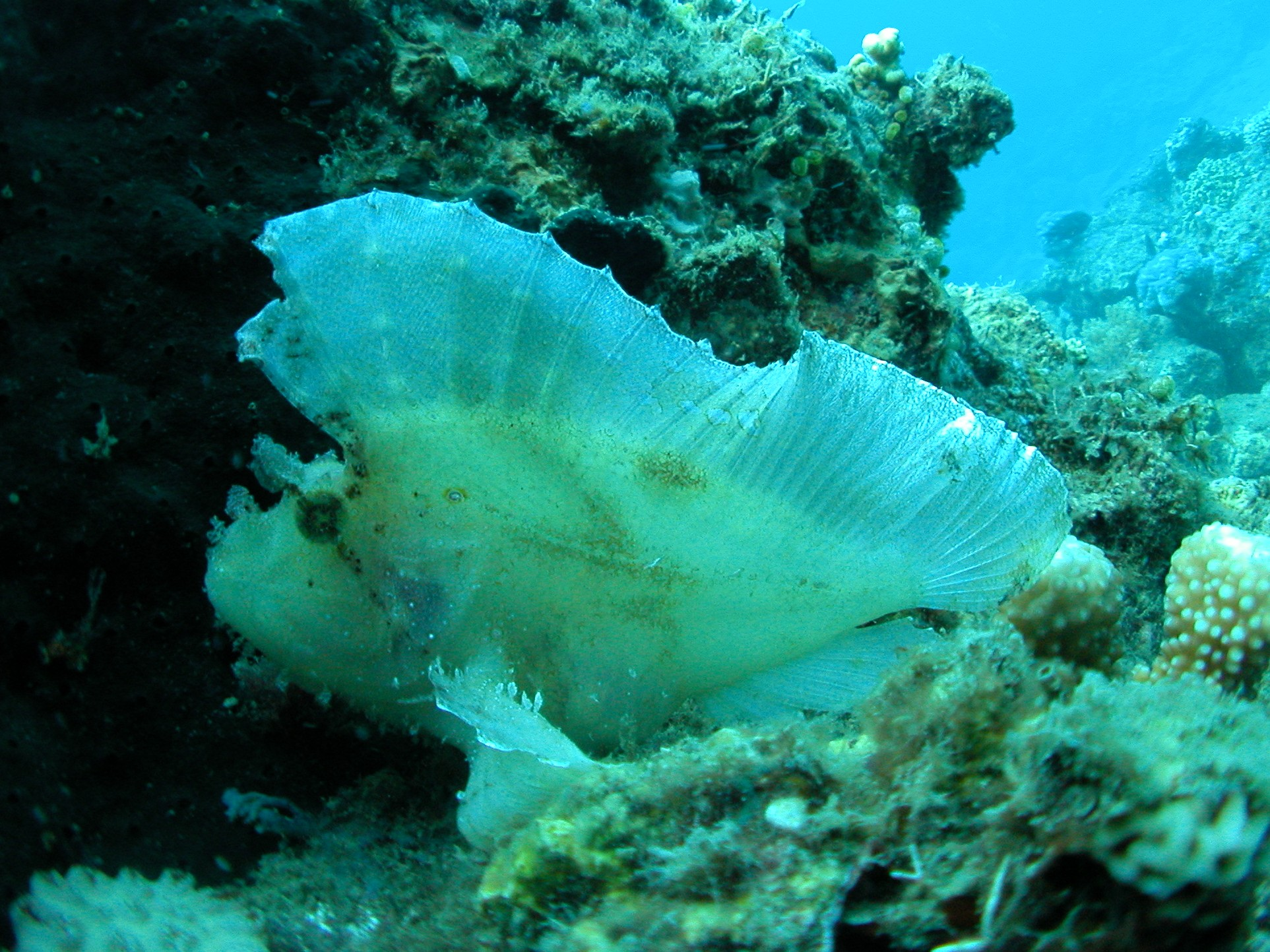
Loài Taenianotus triacanthus ở Nha Trang

Đặc trưng đa dạng loài ở Việt Nam gồm Số lượng các loài sinh vật nhiều, sinh khối lớn. Tính bình quân trên 1 km2 lãnh thổ Việt Nam có gần 7 loài động vật, với mật độ hàng chục nghìn cá thể. Đây là một trong những mật độ đậm đặc các loài sinh vật so với thế giới. Cấu trúc loài rất đa dạng. Do đặc điểm địa hình, do phân hóa các kiểu khí hậu, cấu trúc các quần thể trong nội bộ loài thường rất phức tạp. Có nhiều loài có hàng chục dạng sống khác nhau. Khả năng thích nghi của loài cao. Thích nghi của các loài được thực hiện thông qua các đặc điểm thích nghi của từng cá thể, thông qua chuyển đổi cấu trúc loài. Loài sinh vật ở Việt Nam nói chung có đặc tính chống chịu cao đối với các thay đổi của các yếu tố và điều kiện ngoại cảnh.
Nhìn chung, hệ động vật Việt Nam rất phong phú về chủng loại: 
- Hệ động vật trên cạn: gồm động vật ăn cỏ, động vật ăn lá cây, (bò tót, voi, trâu rừng, hươu sao, hoẵng, nai, sơn dương, lợn rừng, tê giác), động vật ăn thịt (mèo rừng, hổ, báo gấm, báo đen, trăn, cá sấu, chó rừng, tắc kè). Chim có tới 767 loại thuộc 20 bộ, 69 họ, 310 chi, trên 1.000 dạng chim khác nhau trong đó có chim ăn thịt (diều hâu, đại bàng, cú), chim có lông đẹp (công, trĩ vẹt, vẹt mình xanh mỏ đỏ, gà rừng, gà lôi, gà lôi trắng, cu xanh). Quý hiếm có chim yến ở các đảo núi đá ngoài biển cho tổ yến (yến sào) có giá trị kinh tế. Nhiều côn trùng nhiệt đới. Hệ động vật trên cạn là đối tượng săn bắt lấy thực phẩm, dược liệu xuất khẩu, thuần dưỡng và tạo cân bằng sinh thái. Quỷ WWF cho biết các loài động vật lớn được biết đến một cách rộng rãi nhiều nhất cũng như bị săn bắn dữ dội nhất như voi Việt Nam, gấu (gấu đen và mật gấu), hổ Đông Dương và báo hoa mai Đông Dương cũng như các động vật nhỏ như khác như các loài khỉ (trong chi Rhinopithecus), các loài dơi, sóc bay, rùa và rái cá. Loài bò sát như cá sấu, rắn và thằn lằn cũng được báo cáo về tình trạng của chúng.
- Hệ động vật dưới nước: Có tới 2.000 loại cá với nhiều loại có giá trị kinh tế cao như cá chim, cá thu, cá nhụ, cá đé, cá ngừ, cá đối, cá mối, cá phèn trong đó đặc biệt là đặc sản biển Chim, thu, nhụ, đé[16], hơn 80 loại tôm (nhiều loại có giá trị như tôm he, tôm rảo, tôm càng xanh, tôm hùm), các loại cua, mực, ốc, trai, sò (sò huyết), bào ngư, hải sâm, đồi mồi, vích, cá voi, cá mập.

Riêng Vườn quốc gia Phong Nha-Kẻ Bàng là nơi sinh sống của 113 loài thú lớn, nổi bật nhất là hổ và bò tót Việt Nam, loài bò rừng lớn nhất thế giới, 302 loài chim, trong đó có 35 loài nằm trong Sách đỏ Việt Nam và 19 loài nằm trong Sách đỏ thế giới, 81 loài bò sát lưỡng cư (18 loài trong Sách đỏ Việt Nam và 6 loài Sách đỏ thế giới), 259 loài bướm, 72 loài cá, trong đó có 4 loài đặc hữu Việt Nam. Năm 1996, ở đây có loài cá mới phát hiện ở Việt Nam. Linh trưởng có 10 bộ linh trưởng, chiếm 50% tổng số loài thuộc bộ linh trưởng ở Việt Nam, 7 loài nằm trong Sách đỏ Việt Nam, đặc biệt là voọc Hà Tĩnh, sao la, mang. Phong Nha-Kẻ Bàng được đánh giá là có hệ tự nhiên đa dạng trong các vườn quốc gia và khu dự trữ sinh quyển quốc gia trên thế giới.

### Nét độc đáo
Hệ động vật Việt Nam không những giàu về thành phần loài mà còn có nhiều nét độc đáo, đại diện cho vùng Đông Nam Á. Cũng như thực vật giới động vật giới Việt Nam có nhiều dạng đặc hữu, hơn 100 loài và phân loài chim và 78 loài và phân loài thú là loài đặc hữu. Có rất nhiều loài dộng vật có giá trị thực tiễn cao và nhiều loài có ý nghĩa lớn về bảo vệ như: Voi, tê giác, bò rừng, bò tót, trâu rừng, bò xám, nai cà tông, hổ, báo, cu li, vượn, voọc vá, voọc xám, voọc mũi hếch, sếu cổ trụi, cò quắm cánh xanh, cò quắm lớn, ngan cánh trắng, nhiều loài chim trĩ, cá sấu, trăn, rắn và rùa biển. Riêng trong số 25 loài thú linh trưởng đă được ghi nhận ở Việt Nam có tới 16 loài, trong đó có 4 loài và phân loài đặc hữu của Việt Nam, 3 phân loài chỉ phân bố ở Việt Nam và Lào, 2 phân loài chỉ có ở vùng rừng hai nước Việt Nam-Campuchia.
Việt Nam khá giàu về thành phần loài và có mức độ cao về tính đặc hữu so với các nước trong vùng phụ Đông Dương. Trong số 21 loài khỉ có trong vùng phụ này thì ở Việt Nam có 15 loài, trong đó có 7 loài đặc hữu của vùng phụ. Có 49 loài chim đặc hữu trong vùng phụ, ở Việt Nam có 33 loài trong đó có 10 loài đặc hữu của Việt Nam, so với Miến Điện, Thái Lan, Malaixia, Hải Nam, mỗi nơi chỉ có 2 loài, Lào một loài và Campuchia không có loài đặc hữu nào cả. Khi xem xét về sự phân bố của các loài ở trong vùng phụ Đông Dương nói chung, số loài thú và chim và các hệ sinh thái có ngụy cơ bị tiêu diệt nói riêng và sự phân bố của chúng.
Chỉ trong hai năm 1992 và 1994 đã phát hiện được ba loài thú lớn, trong đó có hai loài thuộc vùng rừng Hà Tĩnh là loài sao la (Pseudoryx nghetinhensis) và loài mang lớn hay còn gọi là mang bầm (Megamuntiacus vuquangensis), nơi mà trước đây không lâu đã phát hiện loài trĩ cuối cùng trên thế giới, loài gà lam đuôi trắng hay còn gọi là gà lừng (Lophura hatinhensis). Ngày 21 tháng 10 năm 1994 một loai thú lớn mới thứ ba là loài bò sừng xoắn (Pseudonovibos spiralis) ở Tây Nguyên, được công bố và năm 1997 một loài thú lớn mới nữa được mô tả đó là loài mang Trường Sơn (Megamuntiacus truongsonensis) tìm thấy lân đầu tiên ở vùng Hiên, thuộc tỉnh Quảng Nam. Ở vùng Vũ Quang trong những năm gần đây phát hiện được thêm một loài cá mới cho khoa học là Opsarichthys vuquangensis.

### Nguy cơ

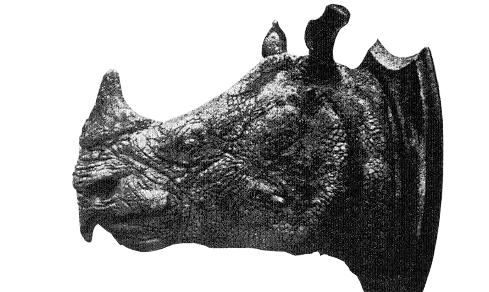
Mẫu vật của loài tê giác Việt Nam, chúng đã chính thức tuyệt chủng năm 2011, đánh dấu sự thất bại trong công tác bảo tồn của Việt Nam

### Linh trưởng

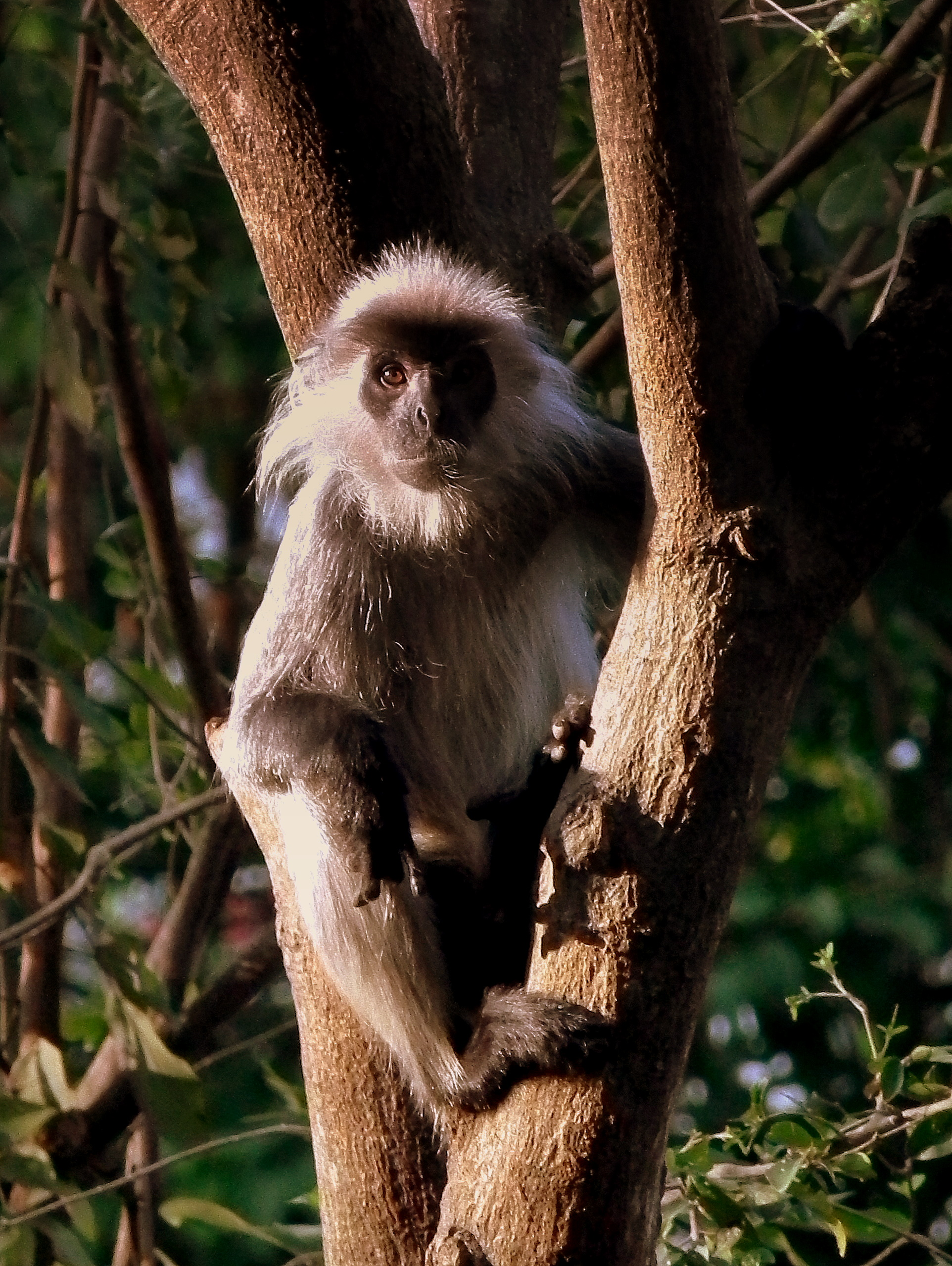
Một con vượn tại Thảo Cầm Viên Thành phố Hồ Chí Minh

#### Thú họ Mèo

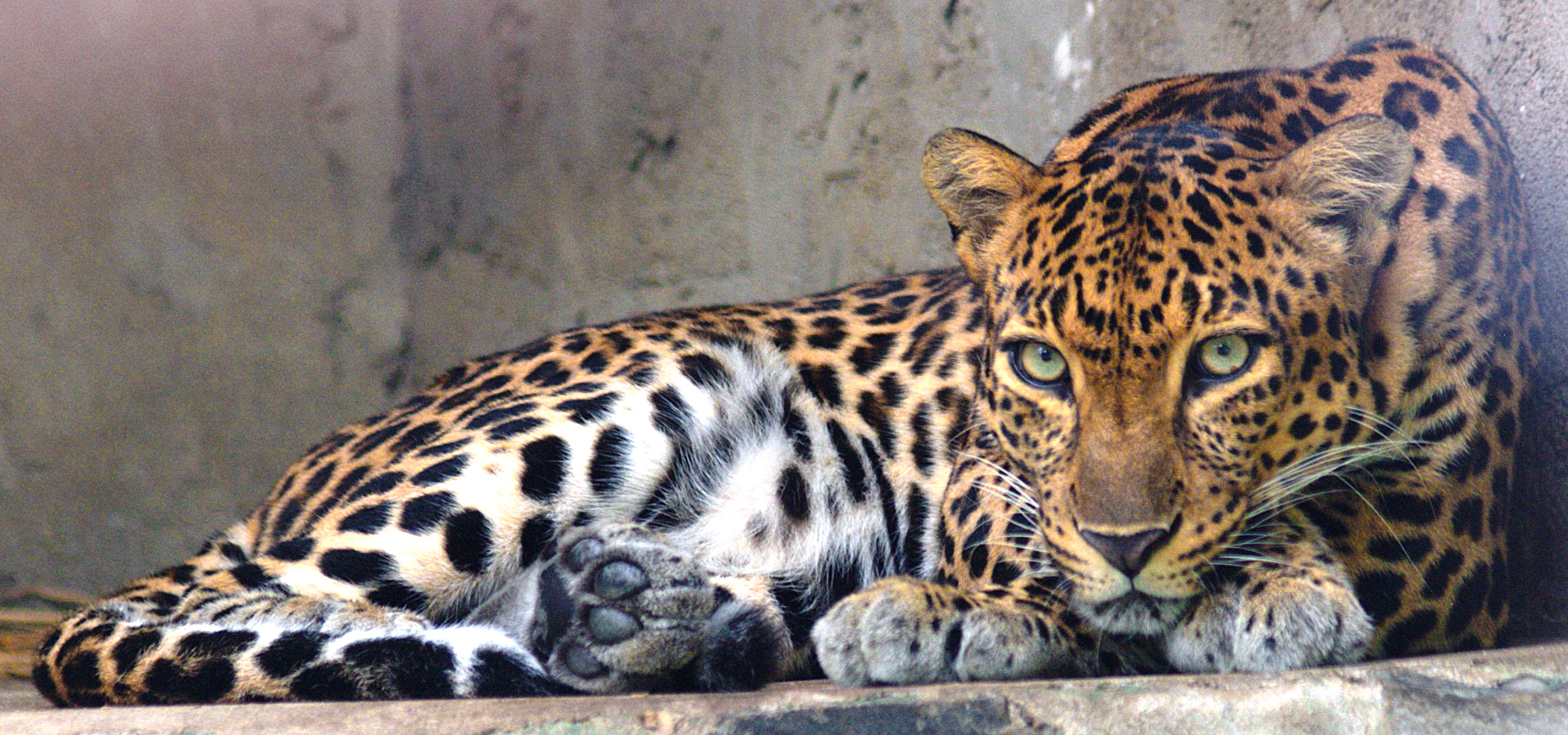
Báo hoa mai Đông Dương tại Thảo Cầm Viên Thành phố Hồ Chí Minh

### Cá voi

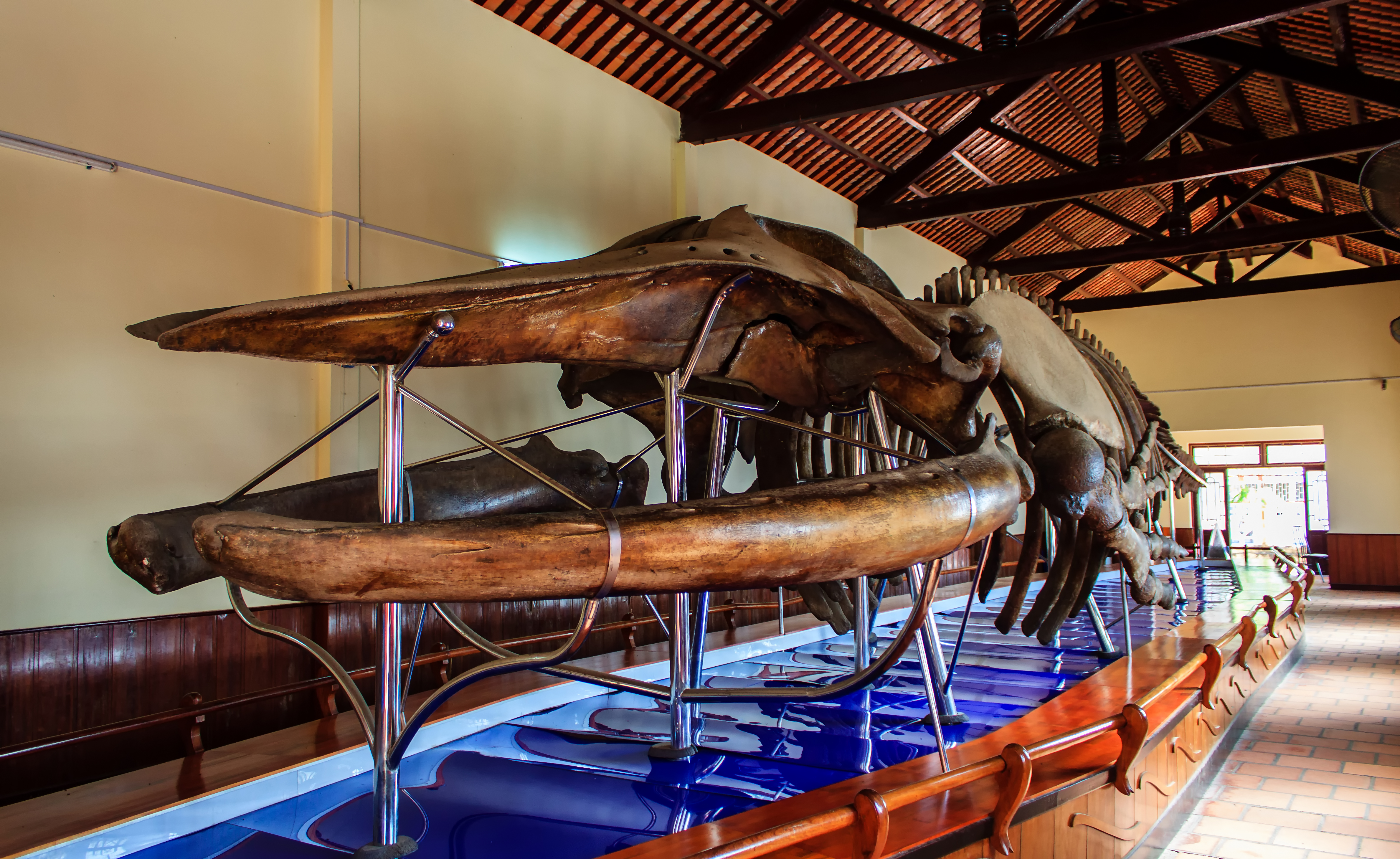
Bộ cốt cá voi trong dinh Vạn Thủy Tú ở thành phố Phan Thiết, tỉnh Bình Thuận, đây là bộ cốt cá voi lớn nhất Việt Nam và cả vùng Đông Nam Á vẫn còn nguyên vẹn (dài 22m, nặng 65 tấn)